# Đại học Bologna
Viện Đại học Bologna (tiếng Ý: Alma Mater Studiorum Università di Bologna hay UNIBO) là một viện đại học ở Bologna, Ý, được thành lập vào năm 1088, trở thành trường lâu đời nhất trên thế giới với chất lượng giảng dạy hàng đầu không chỉ ở Ý mà còn trên toàn châu Âu. Khẩu hiệu của viện đại học này là tiếng Latinh: Alma mater studiorum có nghĩa là "người mẹ nuôi dưỡng các ngành học"). Viện Đại học Bologna có khoảng 100.000 sinh viên theo học ở 11 trường thành viên; và có các trung tâm chi nhánh tại Reggio Emilia, Imola, Ravenna, Forlì, Cesena và Rimini và một trung tâm chi nhánh ở nước ngoài tại Buenos Aires. Ngoài ra, nó có một trường đại học dành cho các sinh viên xuất sắc được đặt tên là Collegio Superiore di Bologna. Viện Đại học Bologna được xem là viện đại học lâu đời nhất liên tục hoạt động từ khi thành lập đến nay. Đây là cơ sở giáo dục đầu tiên sử dụng từ universitas trong tên gọi của mình. Từ universitas có nguồn gốc từ cụm từ La-tinh universitas magistrorum et scholarium (cộng đồng những nhà giáo và học giả).

## Các trường thành viên
Viện Đại học Bologna hiện có 11 trường (school) thành viên:
- Trường Nông nghiệp và Thú y
- Trường Kinh tế, Quản lý, và Thống kê
- Trường Kỹ thuật và Kiến trúc
- Trường Ngoại ngữ và Văn chương, Phiên dịch và Dịch thuật
- Trường Luật
- Trường Văn khoa và Di sản Văn hóa
- Trường Y khoa và Giải phẫu
- Trường Dược, Công nghệ Sinh học, và Khoa học Thể thao
- Trường Khoa học Chính trị
- Trường Tâm lý học và Khoa học Giáo dục
- Trường Khoa học